# Perrottetia (plant)
Perrottetia is een botanische naam, voor een geslacht van bedektzadigen. Het telt ruim een dozijn soorten houtige planten.
Het geslacht is van enig plantensystematisch belang omdat de APWebsite het in eerste instantie [10 juni 2006, 5 apr 2008] apart behandelde, als een geslacht dat niet in een familie geplaatst werd maar wel in een orde (te weten Huerteales). Deze orde wordt dan geplaatst in de "rosids II" (= eurosids II, in de Heukels vertaald met Malviden).
Later [22 juli 2009] werd het alsnog in een familie geplaatst, en wel de Dipentodontaceae.
De traditionele plaatsing van het geslacht is in de familie Celastraceae.